# Pojarevo, Silistra
Pojarevo (în trecut, Cusuiul de Vale; în bulgară Пожарево) este un sat în comuna Tutrakan, regiunea Silistra, Dobrogea de Sud, Bulgaria. 
Între anii 1913-1940 a făcut parte din plasa Turtucaia a județului Durostor, România.

## Demografie
Componența etnică a satului Pojarevo
     Bulgari (98,52%)
     Nicio identificare (1,47%)
     Altele (0%)
La recensământul din 2011, populația satului Pojarevo era de 136 locuitori. Din punct de vedere etnic, majoritatea locuitorilor (98,52%) erau bulgari. Pentru 1,47% din locuitori nu este cunoscută apartenența etnică.

## Vezi și
- Insula Cosui